# Gegroefde naaldslak
De gegroefde naaldslak (Acicula fusca) is een slakkensoort uit de familie van de Aciculidae. De wetenschappelijke naam van de soort werd in 1803 voor het eerst geldig gepubliceerd door George Montagu. Het is een typische soort voor kalkrijk bronbos met kalktuf- of travertijnafzettingen (d.w.z. afzettingen van kalk die neerslaat op allerlei natuurlijke materialen zoals blaadjes, takjes,…). Deze (land)slakjes leven vooral in het mos en strooisel rond bronnetjes.

## Beschrijving
Het (volwassen) huisje van de gegroefde naaldslak is erg klein met 2,0 tot 2,95 mm hoog en 0,9 tot 1,0 mm breed. Het heeft 5 tot 5¾ licht convexe windingen, de buitenkant is daarom bijna recht en resulteert in een spoelvormige vorm. De protoconch is glad, de volgende windingen vertonen onregelmatige gegroefde strepen (15 tot 23 groeven op de voorlaatste winding). De laatste winding komt niet of slechts zeer weinig omhoog uit de windingas. Onder de zoom geven de windingen een rand aan. De navel is erg smal, open in de vorm van een spleet. Van voren gezien is de mond peervormig, vanaf de zijkant gezien is de mondrand licht gebold. Het is omgevouwen in het navelgebied en is aan de basis enigszins uitgezet, maar is aan de binnenkant niet verdikt als een lip. Ook ontbreekt een nekbult of is deze slechts zeer vaag aangegeven. De zeer dunne pariëtale callus is duidelijk beperkt naar de mond toe. De schaal is dof roodbruin tot geelachtig rood, dun en doorschijnend, het oppervlak glanzend.

## Vergelijkbare soorten
De gegroefde naaldslak kan gemakkelijk worden verward met Acicula lineata. Deze heeft echter een zwakke nek, een gesloten navel en is gemiddeld groter. In vergelijking met Acicula parcelineata heeft A. fusca een stevigere, roodbruine schil. In zijaanzicht is de mondrand net onder de naad sterker naar achteren gebogen.

## Geografische spreiding en leefgebied
Het verspreidingsgebied van de soort strekt zich uit van het Cantabrisch Gebergte (Spanje) in het westen, over de Pyreneeën, min of meer gesloten over West- en Noord-Frankrijk, Groot-Brittannië en Ierland tot België, West-Duitsland (Noordrijn-Westfalen) en het zuidelijkste puntje van Nederland (uiterste zuiden van de provincie Limburg). De soort is bekend van fossielen sinds het Burdigalien in Duitsland en Tsjechië.
De soort geeft de voorkeur aan nattere leefgebieden in volgroeide loofbossen die in de zomer niet uitdrogen, waar ze in diep en ongestoord bladafval leven. In het Verenigd Koninkrijk en Ierland wordt hij ook gevonden op meer blootgestelde locaties, zoals op rotsen bij de zee en in mos langs bermen. Ze komen vaak voor op kalkrijke bodems, maar soms ook op basalt.